# 안나 마리아 뮈헤
안나 마리아 뮈헤(Anna Maria Mühe, 1985년 7월 23일 ~ )는 독일의 배우이다. 배우 울리히 뮈헤의 딸이다.

## 출연 작품
- 래시 컴 홈 - 산드라 마우러 역